# Пролески (Черниговская область)
Пролески (укр. Проліски) — село,
Петрушовский сельский совет,
Ичнянский район,
Черниговская область,
Украина.
Код КОАТУУ — 7421782407. Население по переписи 2001 года составляло 14 человек .

## Географическое положение
Село Пролески находится на расстоянии в 1,5 км от села Купина.
Расстояние до районного центра:Ичня : (22 км.), до областного центра:Чернигов (121 км.), до столицы:Киев (161 км.). Ближайшие населенные пункты: Купина 2 км, Петрушовка, Качановка, Южное и Шевченко 3 км.

## История
- XVII век — дата основания как хутор Боярщина.
- в 1859 году на хуторе владельческом Боярщина 3 стана Ичнянской волости, Борзянского уезда Черниговской Губернии было 2 двора и 7 жителей[3]
- Есть на карте 1869 года как Боярщина.[4]
- В 1960 году переименовано в село Пролески.